# Joske Meerdink
Joske Meerdink (Winterswijk, 1991) is een Nederlandse journalist bij Omroep Gelderland. Ze verwierf bekendheid door haar podcast- en documentaire De Ramp Met De Phoenix.

## Loopbaan
Na de havo van De Driemark in Winterswijk studeerde ze Media en Entertainment management aan de Hogeschool Inholland. Haar eerste ervaringen in de media deed ze op bij Qmusic en de TROS waar ze productie- en redactiewerk deed voor de TROS-programma's op Radio 2, Radio 6 en 3FM. 
In 2012 keerde ze terug naar haar eerdere stageplek Qmusic waar ze meewerkte aan programma's als Mattie & Wietze en Van Inkel in de Middag. In 2017 keerde ze terug naar Winterswijk. Ze maakte de overstap naar Omroep Gelderland waar ze zich als beeldredacteur bezig ging houden met de website en de social mediakanalen.

## De ramp met de Phoenix
In 2022 raakte ze geboeid door het Phoenixmonument in Winterswijk. In 1847 was een groep van 250 tot 300 Achterhoekers als emigrant naar Amerika vertrokken. Hun schip de Phoenix verging tijdens de laatste kilometers in het ijskoude water van Lake Michigan bij Wisconsin. Bijna alle opvarenden kwamen om, waaronder veel Winterswijkers. Van de 43 overlevenden bleken tien passagiers afkomstig te zijn uit Winterswijk. Meerdink maakte een zoektocht naar verhalen rond deze scheepsramp. Ze ging naar Sheboygan (Wisconsin) en maakte met programmamaakster en regisseur Diny van Hoften een vijfdelige podcastserie en documentaire over deze scheepsramp. 
Tijdens de opnames vonden van Hoften en Meerdink samen met duikers van Wisconsin Historical Society en Steve Radovan (shipwreck hunter) een deel van het schip. Voor het eerst sinds 175 jaar werd er iets tastbaars teruggevonden. Het bleek de schoorsteen van het schip te zijn. 
De documentaire De ramp met de Phoenix was in november 2022 te zien bij Omroep Gelderland. De podcast is vanaf 21 november 2022 te beluisteren via verschillende podcast platforms. In april 2023 is de podcast bewerkt tot een muziektheatervoorstelling die in Winterswijkse Jacobskerk is opgevoerd door Excelsior Winterswijk.
Voor hun serie De Ramp met de Phoenix werden Meerdink en Diny van Hoften onderscheiden met de journalistieke onderscheiding De Tegel in de categorie Regionaal/Lokaal.

## Prijzen
- De Tegel 2022